# Chilobrachys huahini
Chilobrachys huahini är en spindelart som beskrevs av Schmidt och Huber 1996. Chilobrachys huahini ingår i släktet Chilobrachys och familjen fågelspindlar.
Artens utbredningsområde är Thailand. Inga underarter finns listade i Catalogue of Life.